# Gefängnis Topo Chico
Das Gefängnis Topo Chico, offiziell spanisch Centro Preventivo de Reinserción Social Topo Chico genannt, war ein mexikanisches Gefängnis.

## Lage und Beschreibung
Das etwa fünf Hektar große, rechteckige Gefängnisareal lag direkt im Stadtzentrum, etwa 2,5 km westlich des Hauptbahnhofes von Monterrey im Bundesstaat Nuevo León.
Die Einrichtung war chronisch überbelegt; ursprünglich für 3685 Insassen gebaut, sind dort teilweise weit über 4000 Häftlinge untergebracht. Die Haftbedingungen galten als katastrophal. In den Zellen gab es laut einem UN-Bericht von 2014 weder fließendes Wasser noch elektrisches Licht und teils auch keine Lüftung.
Die dort seit Jahrzehnten herrschenden Missstände gerieten immer wieder in die Schlagzeilen.

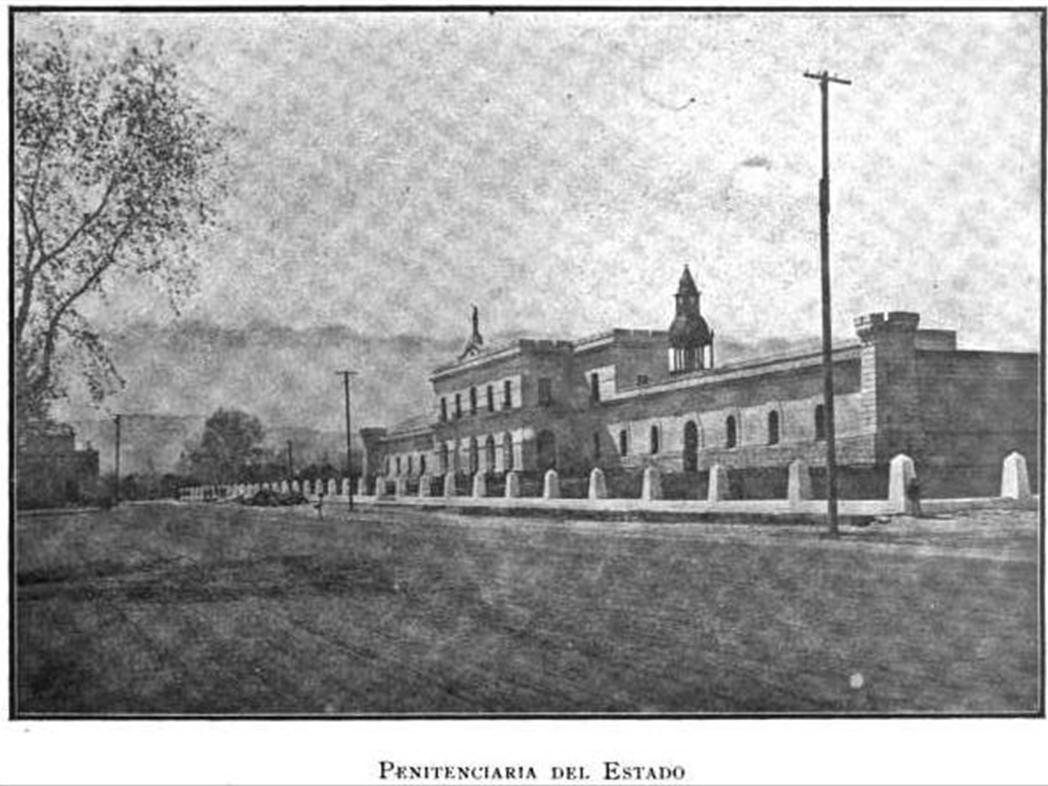
Hist. Vorgängerbau (abgerissen)

## Geschichte
Der Neubau des Gefängnisses wurde 1943 in Betrieb genommen und ersetzte einen Vorgängerbau aus dem 18. Jahrhundert, der abgerissen wurde.
Am 27. März 1980 kam es in dem Gefängnis zu einer Revolte der Insassen, bei der Alfonso Domene, der damalige Leiter der Anstalt, und drei seiner Sekretärinnen als Geiseln genommen wurden. Der Aufstand wurde blutig niedergeschlagen, Domene kam hierbei allerdings ums Leben.
Im Februar 2011 wurde der damalige Sicherheitschef des Gefängnisses, Francisco Martínez Ramírez, an seinem Wohnort gekidnappt, ermordet und die Leiche in einer Kunststoffbox in einem verlassenen Fahrzeug in der Nähe der Anstalt deponiert.
Der Pressesprecher des Gefängnisses, Jorge Domene, teilte im Folgejahr (Feb. 2012) mit, dass drei Insassen, die wegen Menschenraubes einsaßen, von zwei Mithäftlingen ermordet worden seien.
In der Nacht vom 10. zum 11. Februar 2016 gerieten die Insassen zweier rivalisierender krimineller Banden, die des Golf-Kartells mit jenen der Los Zetas, miteinander in Konflikt. In den folgenden blutigen Auseinandersetzungen, in die unverzüglich das Gefängnispersonal eingriff, kamen mindestens 52 Personen zu Tode, Dutzende weitere wurden verletzt.
Das Gefängnis wurde im September 2019 geschlossen. Das Gefängnis wurde abgerissen und an dessen Stelle ein öffentlicher Park errichtet.